# Marquesado de Mulhacén
El marquesado de Mulhacén es un título nobiliario español creado por la regente María Cristina de Habsburgo-Lorena el 11 de junio de 1889 a favor de Carlos Ibáñez e Ibáñez de Ibero, general del Estado Mayor, sus trabajos de geodesia tuvieron renombre internacional, siendo en España, director del Instituto Geográfico y Estadístico de España. Entró en el gobierno el 4 de febrero de 1889, y cuatro meses más tarde, se le concedía el marquesado. Su nombre hace referencia al pico Mulhacén, situado en Sierra Nevada, en la provincia de Granada.

## Marqueses de Mulhacén
|                                  | Titular                               | Periodo                   |
| Creación por Alfonso XIII        | Creación por Alfonso XIII             | Creación por Alfonso XIII |
| -------------------------------- | ------------------------------------- | ------------------------- |
| I                                | Carlos Ibáñez e Ibáñez de Ibero       | 1889-1891                 |
| "II"                             | Carlos Willemin Ibáñez de Ibero       | 1993 - 1993               |
| Rehabilitación por Juan Carlos I |                                       |                           |
| II                               | Alberto Louis Henri Dupont-Willemin   | 2000-2021                 |
| III                              | Alexandre Albert Otto Dupont-Willemin | 2022-actual titular       |

## Nota
El primer marqués murió el 28 de enero de 1891. Su hijo no solicitó la sucesión, por lo que el título estuvo vacante durante muchos años. En 1985 Carlos Willemin Ibáñez de Ibero solicitó la rehabilitación del título como descendiente directo y le fue concedida el 25 de junio de 1993, siendo revocada el 3 de septiembre de ese mismo año, anulando dicha rehabilitación, por lo que oficialmente nunca poseyó legalmente el título de marqués de Mulhacén.
El hijo del primer marqués instó al nieto de su hermana, Alberto Louis Henri Dupont-Willemin, por tanto bisnieto del I marqués a que solicitara la rehabilitación, cosa que consiguió, el 21 de noviembre del año 2000, convirtiéndose legalmente en el II marqués de Mulhacén. En julio del 2022, Alexandre Albert Otto Dupont-Willemin heredó el título por fallecimiento de su padre.